# Northeast-Express-Regional-Airlines-Flug 3724
Der Northeast-Express-Regional-Airlines-Flug 3724 war ein planmäßiger Regionalflug der Fluggesellschaft Northwest Airlink vom Newark International Airport in Newark, New Jersey, zum Logan International Airport in Boston, Massachusetts. Am 5. November 1993 kam es auf diesem Flug zu einem Zwischenfall, als eine Mitarbeiterin des Bodenpersonals am Flughafen Newark in den laufenden Propeller einer Fairchild SA-227C Metro III (N550TD) lief und getötet wurde.

## Flugzeug
Bei der betroffenen Maschine handelte es sich um eine Fairchild SA-227C Metro III. Die Maschine war im Jahr 1988 endmontiert worden und trug die Werksnummer AC-487B. Es handelte sich um die 487. Maschine dieses Typs aus laufender Produktion. Das Flugzeug wurde mit dem Luftfahrzeugkennzeichen N550TD im November 1988 neu an den Erstbetreiber Midcontinent Airlines ausgeliefert und am 27. Dezember desselben Jahres an die Chrysler Asset Management Corp. im Stamford, Connecticut zugelassen. Im Oktober 1989 wurde die Maschine an Fairchild zurückgegeben. Das Unternehmen verleaste das Flugzeug anschließend von Juli 1990 bis Februar 1991 an die Northcoast Executive Airlines. Seit dem 18. Juni 1991 war die Maschine an die Regionalfluggesellschaft Northeast Express Regional Airlines verleast, die im Auftrag von Northwest Airlines Regionalflüge unter dem Markennamen Northwest Airlink durchführte. Das zweimotorige Regionalverkehrsflugzeug war mit zwei Turboproptriebwerken des Typs Honeywell TPE331-6-251M ausgestattet.

## Besatzung und Passagiere
Es befand sich eine zweiköpfige Besatzung an Bord, bestehend aus Flugkapitän und Erstem Offizier. Für den Flug nach Boston hatten 13 Passagiere in der Maschine Platz genommen. Auf dem Regionalflug waren keine Flugbegleiter vorgesehen.

## Unfallhergang
Die Maschine befand sich auf dem Flughafen Newark in Bereich des Terminal B, Satellite B4 am Gate 40 und wurde für den Flug nach Boston abgefertigt. Die N550TD war eine von drei Maschinen, die sich zu dem Zeitpunkt an dem Flugsteig befunden hatten. Der Flug hatte bereits 40 Minuten Verspätung. Viele Flugzeuge flogen an diesem Tag wetterbedingt mit Verspätungen vom Flughafen Newark ab. Bei der Maschine befand sich eine 22-jährige Mitarbeiterin der Precision Airlines, einem Tochterunternehmen der Northeast Air Group, welche die betroffene Maschine betrieb. Die Frau war mit dem Einweisen der Maschinen und der Abwicklung der Boardings betraut und befand sich zunächst allein am Flugsteig. Später kam ihr ein Kollege unterstützend zu Hilfe.
Die Maschine war noch an das Bodenstromaggregat (Ground Power Unit – GPU) angeschlossen, als die Frau vor der Maschine, im Sichtfeld der Piloten stehend, zunächst ein Handzeichen zum Starten des rechten und anschließend zum Starten des linken Triebwerks gab. Der Kapitän gab anschließend das Zeichen zum Trennen der Maschine von der GPU. Diese befand sich rechts hinter dem Flugzeug. Der Kapitän äußerte später, dass er, nachdem er das Signal gegeben hatte, den Blick auf seine Bordinstrumente gerichtet hatte, um zu überprüfen, ob die Anzeige für die GPU erlischt. Der Blick des Ersten Offiziers war auf die Startcheckliste gerichtet.
Ein weiterer Mitarbeiter des Boardingpersonals, der gerade eine andere Maschine abgefertigt hatte, kam hinzu, um der Frau zu helfen. Er äußerte, dass sie nach Erhalt des Signals zum Trennen der GPU-Verbindung außen an der rechten Tragfläche zum hinteren Teil des Flugzeugs gelaufen sei. Nachdem sie den Stecker der GPU-Verbindung getrennt hatte, sei die Frau mit dem Kabel zum Heck der Maschine gelaufen. Sie habe das Kabel dem männlichen Mitarbeiter gegeben, der dieses daraufhin im GPU-Wagen verstaute. Die Frau lief wieder in Richtung des Cockpits der Maschine, um die Piloten für den Abflug einzuweisen. Als ihr Kollege während des Verstauens der Kabel aufblickte, sah er, dass seine Kollegin entgegen den Vorschriften nicht um die Tragfläche herum- sondern auf diese zuläuft. Der Mann schrie mehrmals den Namen der Frau, um sie zu stoppen, was diese aufgrund ihres aufgesetzten Gehörschutzes und der Geräuschkulisse nicht wahrnahm.
An der Tragfläche angekommen, bückte sich die Frau, um unter dieser durchzulaufen. Dabei lief sie in den Propeller und wurde von den Propellerblättern, die sich mit einer Geschwindigkeit von 1113 Umdrehungen pro Minute drehten, erfasst.

## Folgen
Die Frau wurde bei dem Zwischenfall sofort getötet. Bei der gerichtsmedizinischen Untersuchung wurden „multiple Verletzungen“ festgestellt. Das Ergebnis einer toxikologischen Untersuchung des Körpers der Frau auf Alkohol- und Drogeneinfluss war negativ.
Für die Unfallermittler der ermittelnden Port Authority of New York and New Jersey waren die Handlungen der Frau, die zu dem Unfall geführt hatten, nur schwer nachzuvollziehen. Der Manager des Flughafens Newark, Vincent Bonaventura, äußerte, dass ihm kein weiterer Zwischenfall dieser Art aus der gesamten Betriebsgeschichte des Flughafens bekannt sei. Im Unfallbericht wurde schließlich festgehalten, dass die Frau in der Absicht, den Abflug der Maschine zu beschleunigen, von den üblichen Prozeduren abgewichen sei, die vorsahen, um die Tragflächen von Maschinen herum zu laufen. Die Frau war seit dem 1. Juni 1992 in ihrer Funktion eingestellt und hatte nach der Einstellung eine fünftägige Schulung durchlaufen.
Von den Insassen der Maschine erlitt bei dem Zwischenfall niemand körperliche Verletzungen. Die Maschine blieb unbeschädigt und ist nach mehreren Eigentümerwechseln seit dem 14. Mai 2014 bei der mexikanischen Aeronaves TSM in Betrieb (Stand: April 2019).